# Lumík (film)
Lumík (v originále Lemming) je francouzský hraný film z roku 2005, který režíroval Dominik Moll podle vlastního scénáře. Snímek měl světovou premiéru na filmovém festivalu v Cannes dne 11. května 2005.

## Děj
Alain Getty je mladý inženýr, který pracuje pro společnost Pollock SA. S manželkou Bénédicte se nedávno přestěhovali na předměstí Toulouse. Hostí na večeři Alainova šéfa Richarda Pollocka a jeho ženu Alici.
Oba hosté přicházejí velmi pozdě a večeři přeruší prudká hádka mezi Richardem a Alicí.Objev mrtvého hlodavce v ucpaném odtoku jejich dřezu také vnese do jejich spořádaného života nádech tajemna a nadpřirozena, zejména proto, že se jedná o lumíka norského, který se vyskytuje pouze severně od polárního kruhu.
Alice silně vstoupí do jejich životů, když k nim přijde spáchat sebevraždu v jejich pokoji pro hosty.
V následujících dnech se změní chování Bénédicte. Posedlá Alicí se postupně vzdaluje od svého manžela a naváže milostný vztah s Richardem.
Situace páru se vrátí do normálu, když Pollock spáchá sebevraždu, a manželé zjistí, že mrtvý lumík utekl z bytu sousedů, když si ho jejich syn přivezl z dovolené ve Skandinávii.

## Obsazení
| Laurent Lucas           | Alain Getty       |
| Charlotte Gainsbourgová | Bénédicte Getty   |
| Charlotte Rampling      | Alice Pollock     |
| André Dussollier        | Richard Pollock   |
| Jacques Bonnaffé        | Nicolas Chevalier |

## Ocenění
- Evropské filmové ceny: nominace na  nejlepší herečku (Charlotte Rampling)
- César: nominace na nejlepší herečku ve vedlejší roli (Charlotte Rampling)